# Jardín Botánico de Gera

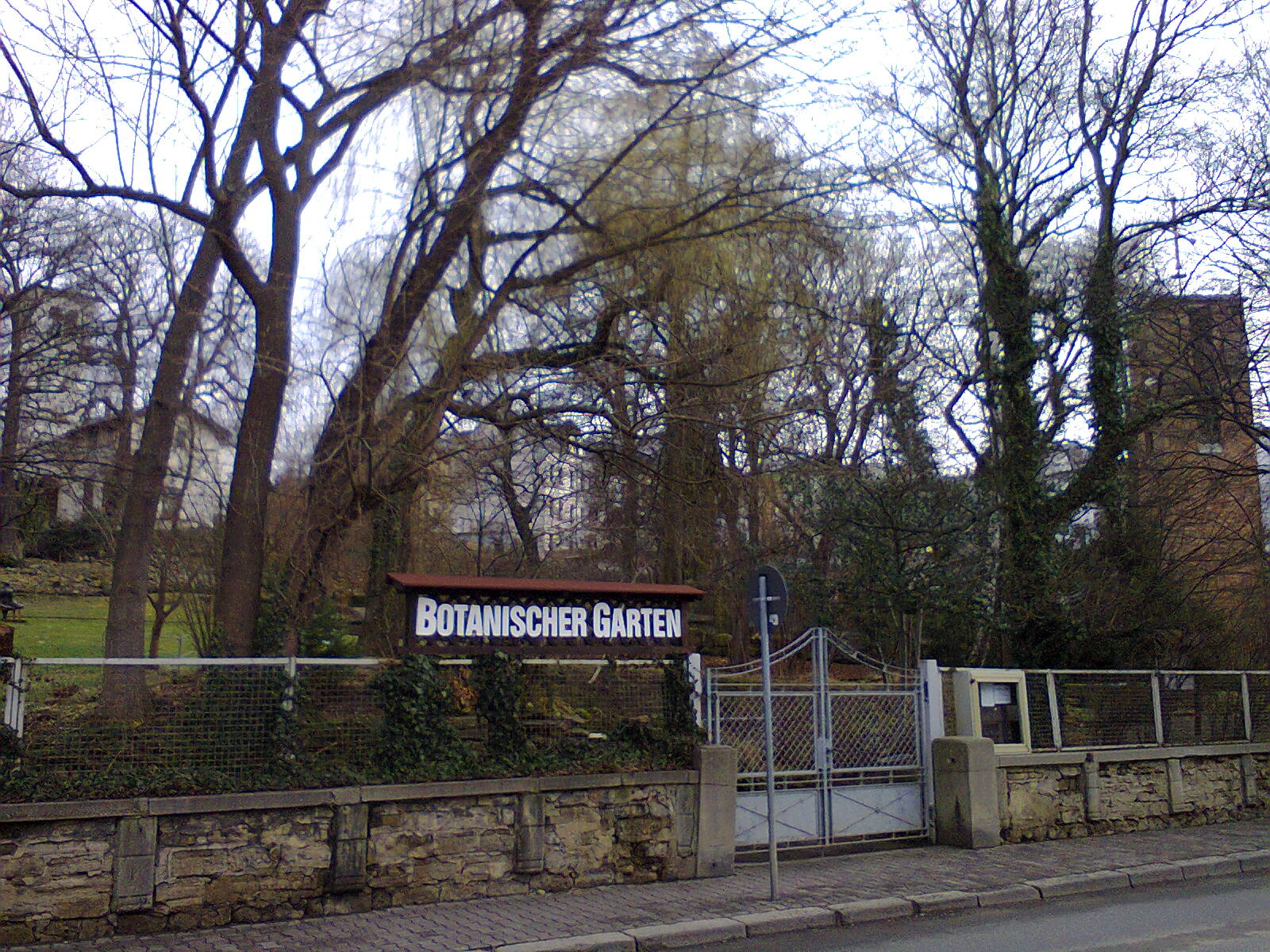
La entrada principal del Jardín Botánico

 El Jardín Botánico de Gera (en alemán : Botanischer Garten Gera) también conocido más formalmente como Botanischer Garten der Museum für Naturkunde Gera, es un jardín botánico de 0.7 hectáreas de extensión que se encuentra en Gera, Alemania. Su código de reconocimiento internacional como institución botánica así como las siglas de su herbario es GERA.

## Localización
Se ubica en los terrenos del Museum für Naturkunde der Stadt Gera en Nicolaistrasse 6, Gera, Thuringia, Deutschland-Alemania.50°52′50.9088″N 12°04′52.4172″E / 50.880808000, 12.081227000
Se encuentra abierto a diario y la entrada es gratuita.

## Historia
El jardín botánico surgió como una iniciativa del empresario Walter Ferber (1830-1895). Sus donaciones hicieron posible que el jardín, situado en la calle Nicolaistraße de Gera, pasara a manos de la ciudad en 1890, con la condición de que se situara en él un jardín dedicado a la enseñanza botánica para las escuelas de la ciudad. 

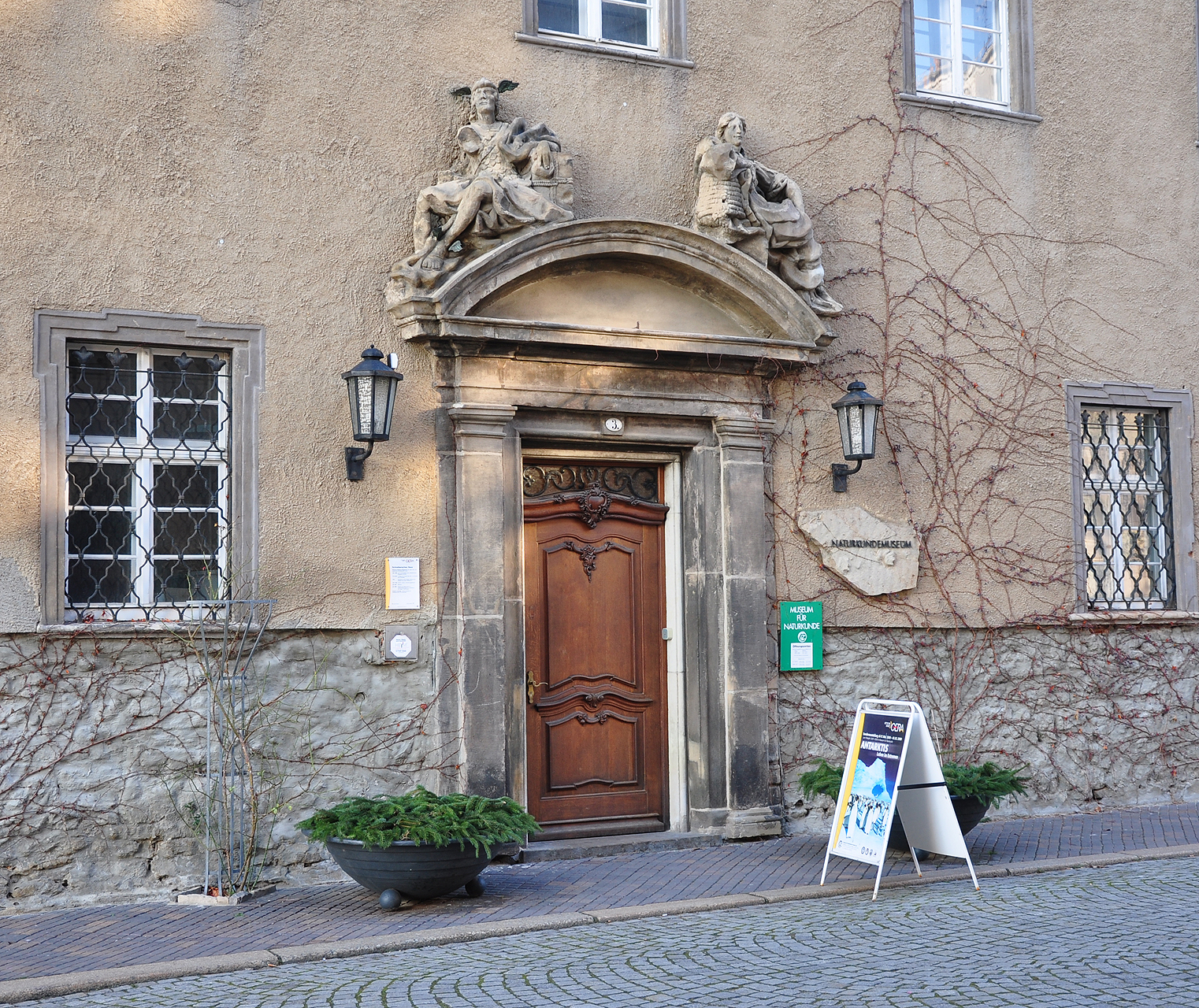
Entrada del, "Museum für Naturkunde", museo de Historia Natural de Gera.

El acondicionamiento del jardín comenzó en 1897 por el profesor Robert Leube (1866-1938), asesorado por un jardinero. Leube, que dirigió el jardín hasta 1909, distribuyó las plantas según secciones tal como prado, brezal, márgenes de río, bosque de coníferas, un pequeño vivero, y un pequeño terrario donde situó reptiles y anfibios.
Los sucesores de Leube después de 1909 distribuyeron las plantas del jardín según las condiciones del poco espacio disponible además de con criterios de exposición sistemática. De 1947 a 1951 se produjo una transformación fundamental al ser asociado el jardín botánico al Museo Municipal de Historia Natural en 1947.
La remodelación del jardín botánico se efectuó gracias a la iniciativa del Bundesgartenschau-Gera, 2007. 

## Colecciones
Actualmente contiene unas 300 especies, incluyendo árboles, plantas de interés culinario, y plantas medicinales, además de una casa torre construida en 1864.